# إيمانويل فيرمينون
إيمانويل فيرمينون (بالفرنسية: Emmanuel Vermignon)‏ (20 يناير 1989 في فرنسا - ) هو لاعب كرة قدم فرنسي في مركز حراسة المرمى. شارك مع منتخب مارتينيك لكرة القدم.

## وصلات خارجية
- إيمانويل فيرمينون على موقع قاعدة بيانات كرة القدم.إي يو (الإنجليزية)
- إيمانويل فيرمينون على موقع ناشيونال فوتبول تيمز (الإنجليزية)
- إيمانويل فيرمينون على موقع Soccerway.com (الإنجليزية)